# Lahiguera
Lahiguera település Spanyolországban, Jaén tartományban. Lahiguera Torredelcampo, Arjona, Andújar, Villanueva de la Reina és Fuerte del Rey községekkel határos. Lakosainak száma 1588 fő (2024).

## Népesség
A település népessége az elmúlt években az alábbi módon változott:
| Lakosok száma | 1893 | 1887 | 1884 | 1886 | 1856 | 1804 | 1759 | 1710 | 1638 | 1588 |
|               | 2001 | 2004 | 2007 | 2009 | 2012 | 2014 | 2017 | 2019 | 2022 | 2024 |